# John Mitchell Kemble

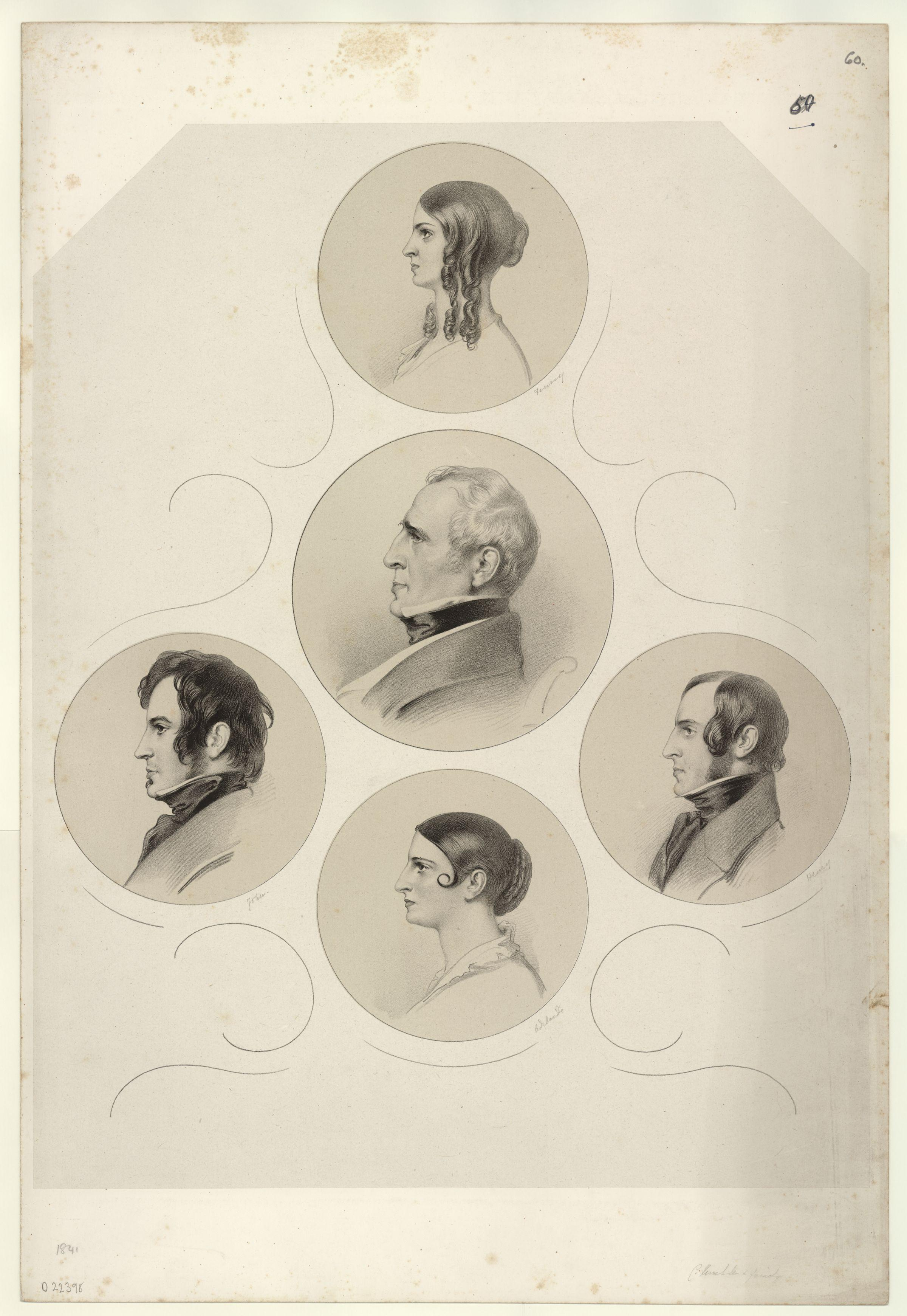
John Mitchell Kemble (vorne links)

John Mitchell Kemble (* 2. April 1807 in London; † 26. März 1857 in Dublin) war ein englischer Sprach- und Geschichtsforscher.
Kemble, Bruder der Schauspielerin und Schriftstellerin Frances Anne Kemble und Sohn des Schauspielers Charles Kemble, studierte in Cambridge, setzte ab 1829 das Sprachstudium unter Jakob Grimm in Göttingen fort und trat mit seiner klassischen Ausgabe des Anglo-saxon poem of Beowulf (London 1833. mit der engl. Übersetzung 1837) als Schriftsteller auf.
1834 hielt er an der Universität Cambridge die ersten Vorlesungen über angelsächsische Literatur, die in seiner First history of the English language (Cambridge 1834) gedruckt vorliegen. 1836 heiratete er die Tochter des Göttinger Professors Johann Amadeus Wendt.
Ab 1845 war er korrespondierendes Mitglied der Preußischen Akademie der Wissenschaften. 1853 wurde er zum korrespondierenden Mitglied der Göttinger Akademie der Wissenschaften gewählt.

## Weitere Werke
- Über die Stammtafeln der Westsachsen (München 1836),
- Codex diplomaticus aevi Saxonici (London 1845–48, 6 Bde.), der auf Kosten der von ihm mitbegründeten English historical Society ol Science erschien, und
- State papers and correspondence illustrative of the social and political state of Europe (das. 1857).

Von der auf 4 Bände angelegten History of the Saxons in England erschienen 1848 nur 2 Bände (neue Ausg. 1876; deutsch von Heinrich Bernhard Christian Brandes, Leipz. 1853). Kemble war langjähriger Redakteur der British and foreign Review. Er starb am 26. März 1857 in Dublin.
Sein unfertig hinterlassenes Werk Horae Ferales, or Studies in the Archaeology of Northern Nations wurde von Robert Gordon Latham vollendet und herausgegeben (London 1864).